# Betsabé (keresztnév)
A Betsabé héber eredetű női név (בַּת־שֶׁבַע Bat-seva), eredeti jelentése: az eskü lánya, innen átvitt értelemben: a buja, a dús, a telt.

## Gyakorisága
Az újszülötteknek adott nevek körében az 1990-es években szórványosan fordult elő. A 2000-es és a 2010-es években sem szerepelt a 100 leggyakrabban adott női név között.
A teljes népességre vonatkozóan a Betsabé sem a 2000-es, sem a 2010-es években nem szerepelt a 100 leggyakrabban viselt női név között.

## Névnapok
- november 19.[3]

## Híres Betsabék
- Betsabé: bibliai szereplő, a hettita Uriás(wd) özvegye, Dávid király egyik felesége, Salamon király anyja.